# Gira Dual
Gira Dual fue la decimoprimera gira musical de Malú, para promocionar su álbum Dual. Comenzó en febrero de 2013 en Vigo y continuó por el país durante la primavera-verano del año 2013, poniendo el broche final en agosto del mismo año, en la ciudad de Gandía. El total de conciertos ofrecidos en España fue de 35.

## Fechas
| Fecha                 | Ciudad                     | País   | Lugar                                 |
| --------------------- | -------------------------- | ------ | ------------------------------------- |
| 2 de febrero de 2013  | Vigo                       | España | Auditorio Mar de Vigo                 |
| 8 de febrero de 2013  | Burgos                     | España | Fórum Evolución Burgos                |
| 15 de febrero de 2013 | El Ejido                   | España | Teatro Auditorio de El Ejido          |
| 16 de febrero de 2013 | Castellón                  | España | Auditori Palau de Congresos           |
| 22 de febrero de 2013 | Zaragoza                   | España | Sala Mozart del Auditorio de Zaragoza |
| 23 de febrero de 2013 | Gijón                      | España | Teatro La Laboral                     |
| 1 de marzo de 2013    | Granada                    | España | Palacio de Congresos                  |
| 13 de marzo de 2013   | Santa Cruz de Tenerife     | España | Auditorio Adán Martín                 |
| 23 de marzo de 2013   | Madrid                     | España | Palacio de Deportes                   |
| 31 de marzo de 2013   | Benidorm                   | España | Benidorm Palace                       |
| 5 de abril de 2013    | Murcia                     | España | Auditorio Parque Fofó                 |
| 6 de abril de 2013    | Córdoba                    | España | Teatro La Axerquía                    |
| 13 de abril de 2013   | Lérida                     | España | Teatre de la Llotja                   |
| 17 de abril de 2013   | Ciudad de México           | México | Auditorio Nacional                    |
| 20 de abril de 2013   | Hospitalet de Llobregat    | España | Recinto Ferial La Farga               |
| 27 de abril de 2013   | Albacete                   | España | Palacio de Congresos                  |
| 30 de abril de 2013   | Madrid                     | España | Círculo de Bellas Artes               |
| 3 de mayo de 2013     | Puertollano                | España | Pabellón Ferial La Central            |
| 4 de mayo de 2013     | Miranda de Ebro            | España | Pabellón Multifuncional de Bayas      |
| 5 de mayo de 2013     | Oviedo                     | España | Auditorio Príncipe Felipe             |
| 17 de mayo de 2013    | Pamplona                   | España | Auditorio de Baluarte                 |
| 18 de mayo de 2013    | Madrid                     | España | Palacio Vistalegre                    |
| 24 de mayo de 2013    | Cáceres                    | España | Palacio de Congresos de Cáceres       |
| 7 de junio de 2013    | Játiva                     | España | Gran Teatro de Xátiva                 |
| 8 de junio de 2013    | Alcora                     | España | Pista Jardín de L'Alcora              |
| 15 de junio de 2013   | Ferrol                     | España | Teatro Jofre                          |
| 22 de junio de 2013   | Sitges                     | España | Auditorio del Hotel Meliá Sitges      |
| 28 de junio de 2013   | Elche                      | España | Auditorio IFA                         |
| 29 de junio de 2013   | Valladolid                 | España | Plaza de Toros de Valladolid          |
| 26 de julio de 2013   | Santander                  | España | Campa de la Magdalena                 |
| 30 de julio de 2013   | Huelva                     | España | Escenario Música Junto a la Ría       |
| 4 de agosto de 2013   | Tarragona                  | España | Teatre Auditori del Camp de Mart      |
| 7 de agosto de 2013   | Calella de Palafrugell     | España | Festival de Cap Roig                  |
| 10 de agosto de 2013  | San Lorenzo de El Escorial | España | Lonja del Monasterio                  |
| 11 de agosto de 2013  | La Coruña                  | España | Plaza de María Pita                   |
| 14 de agosto de 2013  | Marbella                   | España | Festival Starlite                     |
| 16 de agosto de 2013  | Pontevedra                 | España | Plaza de España                       |
| 23 de agosto de 2013  | Águilas                    | España | Plaza Antonio Cortijos                |
| 24 de agosto de 2013  | Gandía                     | España | Auditorium Plaza del Puerto de Gandía |

### Aclaraciones adicionales
1. El espectáculo del 13 de marzo de 2013 en Santa Cruz de Tenerife forma parte de la gala de entrega de los "Premios Cadena Dial".
2. El espectáculo del 23 de marzo de 2013 en Madrid forma parte de la gala especial "La Noche de Cadena 100".
3. El espectáculo del 17 de abril de 2013 en Ciudad de México forma parte de la gala "Stereo Joya".
4. El espectáculo del 30 de abril de 2013 en Madrid forma parte del especial "Básico Opel Corsa" grabado con LOS40.
5. El espectáculo del 18 de mayo de 2013 en Madrid forma parte de la gala especial "Primavera Pop 2013".
6. El espectáculo del 29 de junio de 2013 en Valladolid forma parte del festival "Valladolid Latino 2013".

- Datos: Q24938620